# Феодор (Рафальский)
Архиепископ Феодор (в миру Александр Порфирьевич Рафальский; 21 октября 1895, Луцкий уезд, Волынская губерния — 5 мая 1955, Сидней) — епископ Русской православной церкви заграницей, архиепископ Сиднейский и Австралийский.

## Биография
Родился 21 октября 1895 года в старинной духовной семье на Волыни.
Окончил Волынское духовное училище и Волынскую духовную семинарию в Житомире в 1914 году. Затем он обучался на физико-математическом факультете Университета Св. Владимира в Киеве до 1918 г.
12 мая 1920 году он был рукоположен в сан диакона, а 20 мая в сан священника, в Кременце, на Волыни (территория Польши), епископом Кременецким Дионисием (Валединским).
В 1924 по 1928 годы обучался на Богословском факультете Варшавского университета.
Настоятель соборного храма города Острога .
Во время Второй мировой войны овдовел, принял монашество.
25 июля 1942 года в Почаевской Лавре хиротонисан во епископа Ровенского (Мануил: Таганрогского). Управлял временно Ростовской епархией. Значится в Таганрогской епархии до 1943 года. Принадлежал к автономной церкви Украины.
В январе 1944 года был эвакуирован в Германию.
В августе 1945 года вошёл в состав Русской Православной Церкви Заграницей.
12 декабря 1946 года создана Австралийская епархия РПЗЦ и Феодор (Рафальский) назначен первым её предстоятелем, однако из-за трудностей с визами он прибыл в страну лишь 5 ноября 1948 года.
Русская православная паства в Австралии до 1948 года состояла почти исключительно из эмигрантов, прибывших в эту страну после октябрьского переворота в России и поражения белого движения в Сибири. Паства эта была очень малочисленна. В Австралии существовали только два прихода — в Брисбене и Сиднее, причём церковь была построена только в Брисбене, а в Сиднее существовал домовый храм. Кроме общин в Брисбене и Сиднее, существовали лишь небольшие группы русских православных людей в нескольких других городах и на отдельных фермах. В Австралии на тот момент было незначительное число священнослужителей: архимандрит Феодор, заштатный больной архимандрит Мефодий, протоиерей Валентин Антоньев и заштатный священник юрисдикции митрополита Владимира Иннокентий Серышев, вступивший в юрисдикцию Русской Зарубежной Церкви.
Это положение коренным образом стало меняться, со второй половины 1948 года, когда в Австралию стали прибывать перемещённые лица из Европы и Азии (особенно из Китая), среди которых был большой процент православных. В течение нескольких лет количество православных в Австралии возросло во много раз. Был организован ряд временных церковных общин в лагерях, где временно проживали православные русские эмигранты, до устройства на работу или службу в городах Австралии. Позднее эти общины были расформированы.
В мае 1949 года был организован Николаевский приход в г. Аделаиде (штат Южная Австралия). Несколько позже был открыт Покровский приход в г. Мельбурне (штат Виктория), во втором по количеству населения городе Австралии
Следующим по времени возникновения приходом городского типа явился приход на острове Тасмания, возникший в октябре 1949 года.
В конце 1949 года епископ Феодор Архиерейским Синодом был возведён в сан Архиепископа и Указом № 130 от 3/16 февраля 1950 года ему был присвоен титул Архиепископа Сиднейского и Австралийско-Новозеландского.
30 января 1950 года в Сиднее состоялся первый съезд духовенства, который собрал всех пастырей и дал возможность ознакомиться с чаяниями и потребностями верующих выраженных в докладах пастырей.
В апреле 1950 года было дано благословение на создание второго прихода в Брисбене во имя преподобного Серафима Саровского.
В июне 1950 года в 3ападной Австралии в г. Перте был основан Св. Петропавловский постоянный приход.
В сентябре 1950 года священник Алексей Годяев выехал в Новую Зеландию для организации православных общин, который образовал там общины в городах: Веллингтон, Окленд, Крайстчерч и Донидин.
8 апреля 1955 года архиепископа Феодора постиг тяжелый недуг. Скончался 5 мая того же года в Сиднее.